# NGC 6398
NGC 6398 é uma galáxia espiral barrada (SBa) localizada na direcção da constelação de Pavo. Possui uma declinação de -61° 41' 38" e uma ascensão recta de 17 horas, 42 minutos e 43,9 segundos.
A galáxia NGC 6398 foi descoberta em 7 de Julho de 1836 por John Herschel.